# 쇼이십일
웰메이드 쇼21은 대한민국의 공연기획사이며 매니지먼트 사업, 공연기획제작사업을 하고 있다. 대표적인 연예인으로는 홍수아가 활동하고 있다.
웰메이드 예당의 공연 사업부문 주요 관계사로서 국내 주요 공연에 대한 판권을 확보하고 있는 회사이다.
2014년 서태지 컴백 및 전국투어 공연과 이선희 전국투어 공연, 컬투쇼 등 이미 다수의 주요 공연을 진행 및 준비중에 있으며,
현재 홍수아를 전속 연기자로 발탁하여 비지니스를 확장하고 있는 종합 엔터테인먼트이다.

## 소속 연예인
- 홍수아

## 진행 공연
| 연도      | 공연명                                                   |
| --------- | -------------------------------------------------------- |
| 2010-2013 | 친정엄마                                                 |
| 2012      | 이선희 30주년 기념콘서트 <노래하는 이선희>               |
| 2014      | 서태지 9집 컴백 콘서트 <크리스말로윈>                    |
| 2014-2015 | 서태지밴드 전국 투어 <콰이어트 나이트(Quiet Night        |
| 2014      | 플랜코리아와 함께하는 걸스데이 1st 콘서트 <Summer Party> |
| 2014      | 컬투 크리스말소 <두새끼 Show>                            |
| 2014      | T's Birthday in club <생일빵 파이터>                     |
| 2015      | 화이투데이 컬투쇼 <화이투데이>                           |
| 2015      | 2015 EXID 1st SHOWCASE in TAIWAN                         |
| 2015      | 2015 MC몽 콘서트 MONGSTER                                |
| 2015      | 2015 컬투 <두새끼SHOW> 전국방방곡곡콘서트                |
| 2015      | 2015 이적 소극장 전국투어 <무대>                         |
| 2015      | 2015 김동률 'THE CONCERT'                                |
| 2015      | 2015 휘성&에일리 콘서트                                  |
| 2015      | 2015 컬투 크리스말쇼 <킹두맨>                            |

## 관련 소속사
- 웰메이드예당